# Sundre socken
Sundre socken på Gotlands sydspets ingick  i Gotlands södra härad, ingår sedan 1971 i Gotlands kommun och motsvarar från 2016 Sundre distrikt.
Socknens areal är 20,83 kvadratkilometer, varav 20,71 land. År 2020 fanns här 28 invånare. Kyrkbyn Sundre med sockenkyrkan Sundre kyrka ligger i socknen.

## Administrativ historik
Sundre socken har medeltida ursprung. Socknen tillhörde Hoburgs ting som i sin tur ingick i Hoburgs setting i Sudertredingen.
Vid kommunreformen 1862 övergick socknens ansvar för de kyrkliga frågorna till Sundre församling och för de borgerliga frågorna bildades Sundre landskommun. Landskommunen inkorporerades 1952 i Hoburgs landskommun och ingår sedan 1971 i Gotlands kommun. Församlingen uppgick 2006 i Hoburgs församling.
1 januari 2016 inrättades distriktet Sundre, med samma omfattning som församlingen hade 1999/2000.  
Socknen har tillhört samma fögderier och domsagor som Gotlands södra härad. De indelta båtsmännen tillhörde Gotlands andra båtsmanskompani.

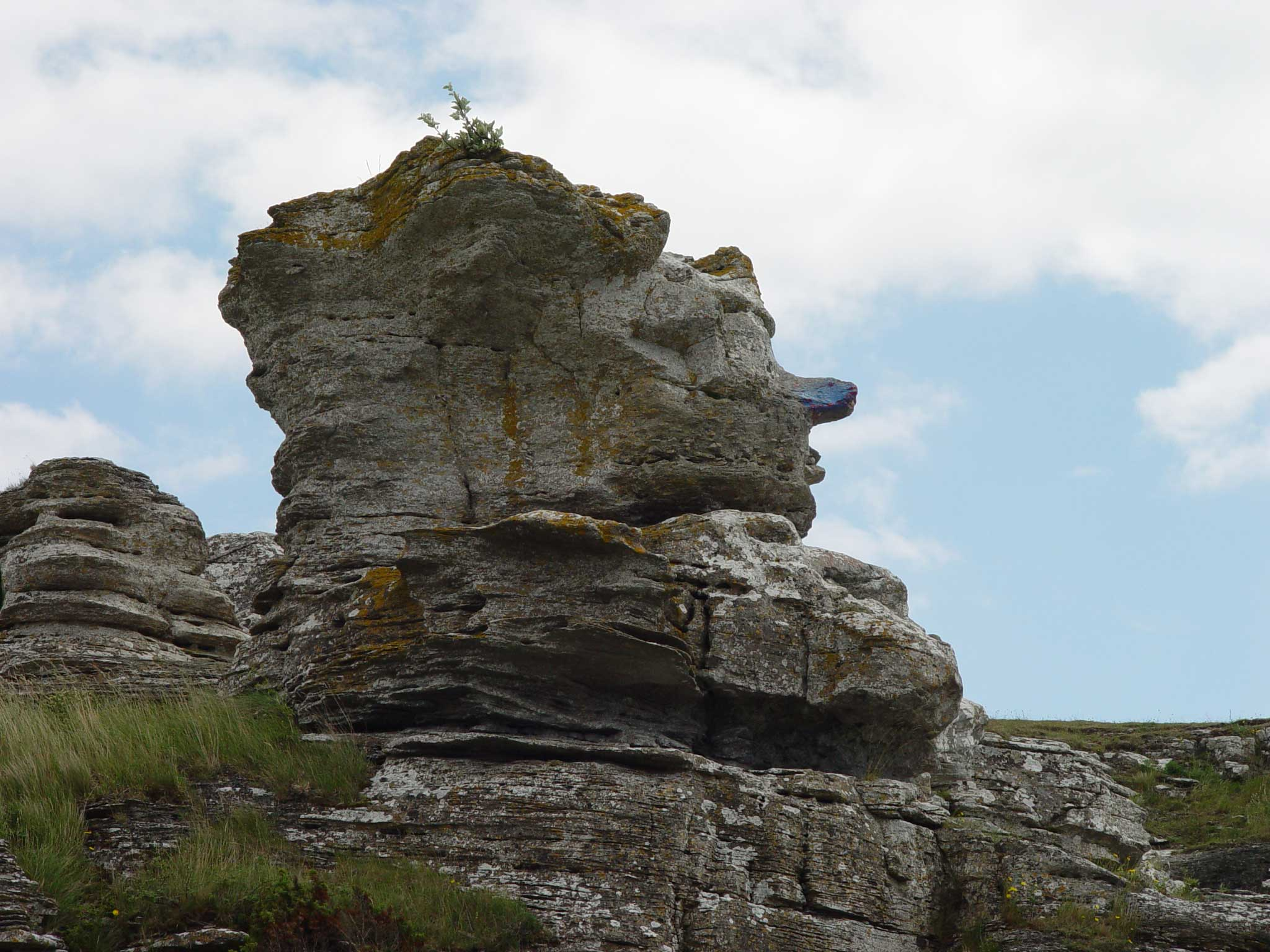
Hoburgsgubben.

## Geografi
Sundre socken ligger på södra delen av halvön Storsudret som avslutar Gotland i söder, och där socknen och Gotland avslutas med Hoburgens raukområde och Hoburg fyr. Socknen är en odlingsbygd med alvarsmarker och strandängar.

### Gårdsnamn
Annexen, Digrans, Hallbjäns, Juves, Majstre, Ottes, Skogs, Tomase, Tore, Vännes, Västergårde.

## Fornlämningar
Från bronsåldern finns gravar och från järnåldern finns 17 mindre gravfält, husgrunder, och sliprännestenar. Fem runristningar är noterade och vikingatida mynt- och föremålsskatter är påträffade.

## Namnet
Namnet (1304 Syndru) innehåller sundre, söder syftande på sockens belägenhet.

## Befolkningsutveckling
| Befolkningsutvecklingen i Sundre socken 1750–2020 | Befolkningsutvecklingen i Sundre socken 1750–2020 | Befolkningsutvecklingen i Sundre socken 1750–2020 | Befolkningsutvecklingen i Sundre socken 1750–2020 | Befolkningsutvecklingen i Sundre socken 1750–2020 |
| --- | ------------------------------------------------- | ------------------------------------------------- | ------------------------------------------------- | ------------------------------------------------- |
| |                                                   |                                                   |                                                   |                                                   |
| År |                                                   |                                                   | Folkmängd                                         |                                                   |
| 1750 | 1750                                              |                                                   | 100                                               |                                                   |
| 1760 | 1760                                              |                                                   | 118                                               |                                                   |
| 1769 | 1769                                              |                                                   | 120                                               |                                                   |
| 1780 | 1780                                              |                                                   | 140                                               |                                                   |
| 1790 | 1790                                              |                                                   | 124                                               |                                                   |
| 1800 | 1800                                              |                                                   | 133                                               |                                                   |
| 1810 | 1810                                              |                                                   | 154                                               |                                                   |
| 1820 | 1820                                              |                                                   | 193                                               |                                                   |
| 1830 | 1830                                              |                                                   | 202                                               |                                                   |
| 1840 | 1840                                              |                                                   | 192                                               |                                                   |
| 1850 | 1850                                              |                                                   | 206                                               |                                                   |
| 1860 | 1860                                              |                                                   | 233                                               |                                                   |
| 1870 | 1870                                              |                                                   | 236                                               |                                                   |
| 1880 | 1880                                              |                                                   | 236                                               |                                                   |
| 1890 | 1890                                              |                                                   | 222                                               |                                                   |
| 1900 | 1900                                              |                                                   | 214                                               |                                                   |
| 1910 | 1910                                              |                                                   | 199                                               |                                                   |
| 1920 | 1920                                              |                                                   | 176                                               |                                                   |
| 1930 | 1930                                              |                                                   | 146                                               |                                                   |
| 1940 | 1940                                              |                                                   | 125                                               |                                                   |
| 1950 | 1950                                              |                                                   | 118                                               |                                                   |
| 1960 | 1960                                              |                                                   | 94                                                |                                                   |
| 1970 | 1970                                              |                                                   | 63                                                |                                                   |
| 1980 | 1980                                              |                                                   | 51                                                |                                                   |
| 1990 | 1990                                              |                                                   | 43                                                |                                                   |
| 2000 | 2000                                              |                                                   | 30                                                |                                                   |
| 2010 | 2010                                              |                                                   | 26                                                |                                                   |
| 2020 | 2020                                              |                                                   | 28                                                |                                                   |
| Anm: Källor: Umeå universitet - Tabellverket 1749-1859, Demografiska databasen, CEDAR, Umeå universitet, Befolkningsutvecklingen i Gotlands socknar 2000 - 2010, Folkmängden per distrikt, landskap, landsdel eller riket efter kön. År 2015 - 2022. |                                                   |                                                   |                                                   |                                                   |

### Fotnoter
1. 1 2  Svensk Uppslagsbok andra upplagan 1947–1955: Sundre socken
2. ↑  ”Folkmängden per distrikt, landskap, landsdel eller riket efter kön. År 2015 - 2022”. Statistikdatabasen. Statistiska centralbyrån. http://www.statistikdatabasen.scb.se/pxweb/sv/ssd/START__BE__BE0101__BE0101A/FolkmangdDistrikt/. Läst 23 april 2023.
3. ↑  Harlén, Hans; Harlén Eivy (2003). Sverige från A till Ö: geografisk-historisk uppslagsbok. Stockholm: Kommentus. Libris 9337075. ISBN 91-7345-139-8
4. ↑  ”Församlingar”. Statistiska centralbyrån. https://www.scb.se/hitta-statistik/regional-statistik-och-kartor/regionala-indelningar/forsamlingar/. Läst 30 december 2022.
5. ↑  Administrativ historik för Sundre socken (Klicka på församlingsposten). Källa: Nationella arkivdatabasen, Riksarkivet.
6. ↑  Om Gotlands båtsmanskompani
7. 1 2  Sjögren, Otto (1931). Sverige geografisk beskrivning del 2 Östergötlands, Jönköpings, Kronobergs, Kalmar och Gotlands län. Stockholm: Wahlström & Widstrand. Libris 9939
8. 1 2 3  Nationalencyklopedin
9. ↑  Förteckning över slipskåror
10. ↑  Fornlämningar, Statens historiska museum: Sundre socken
11. ↑  Fornminnesregistret, Riksantikvarieämbetet: Sundre socken Fornminnen i socknen erhålls på kartan genom att skriva in sockennamn (utan "socken") i "Ange geografiskt område"
12. ↑  Mats Wahlberg, red (2003). Svenskt ortnamnslexikon. Uppsala: Institutet för språk och folkminnen. Libris 8998039. ISBN 91-7229-020-X. https://isof.diva-portal.org/smash/get/diva2:1175717/FULLTEXT02.pdf